# ジョン・アンティル

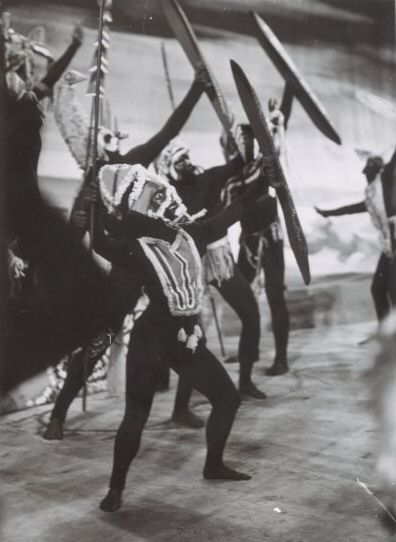
コロボリー

ジョン・アンティル OBE（John Antill OBE, 1904年4月4日 - 1986年12月29日）はオーストラリアの作曲家。アボリジニの舞踊をもとにした『コロボリー』で知られる。
ニューサウスウェールズ州シドニー出身。聖アンドリュー大聖堂聖歌隊学校で音楽を学ぶ。1920年に卒業した後は、ニューサウスウェールズ州営鉄道に就職したが、ニューサウスウェールズ音楽院でアルフレッド・ヒルについて学ぶため、5年後に退職した。卒業後、ニューサウスウェールズ州管弦楽団とシドニー交響楽団の両方で演奏し、1932年から1934年までJ.C.ウィリアムソン帝国オペラ団と演奏旅行を行った。
1936年にオーストラリア放送協会の音楽担当となり、1968年に退職するまでその職にあった。
彼のもっとも有名な作品『コロボリー』は1946年に演奏会用組曲としてユージン・グーセンス指揮で初演された。これは彼が1913年に見た実際のコロボリーに基づくものである。彼はバレエとして作曲したが、実際に上演されたのは1950年になってからだった。
1971年にはかれのオーストラリア音楽への貢献が認められ、大英帝国勲章が授けられた。死の前年の1985年にはウロンゴン大学から芸術学の名誉博士号を受け取った。